# CA-37
La CA-37 es una autovía urbana conocida como Conexión A-4 con CA-32 que tiene una longitud de 2,1 kilómetros y que enlaza por el sur de El Puerto de Santa María, la CA-32 con la A-4. Consta de 2 carriles por sentido y limitada a 80 km/h.
Constituye un paso obligado para ir a Cádiz desde el interior para el tráfico proveniente del norte de la provincia o de recorridos de la A-4 tales como de Sevilla o Madrid. Se había inaugurado en el año 1996 junto con la variante de El Puerto de Santa María y Puerto Real.

## Tramos
| Denominación | Tramo                     | Kilómetros | Año servicio |
| ------------ | ------------------------- | ---------- | ------------ |
| CA-37        | Enlace A-4 - Enlace CA-32 | 2          | 1996         |

## Trazado
| Velocidad | Esquema | Carriles | Salida | Sentido CA-32                              | Sentido A-4                                                                                 | Carriles | Carretera | Notas |
| --------- | ------- | -------- | ------ | ------------------------------------------ | ------------------------------------------------------------------------------------------- | -------- | --------- | ----- |
|           |         |          |        | CA-37 El Puerto de Santa María Puerto Real | A-4 Jerez de la Frontera Sevilla A-4 San Fernando Cádiz E-5 A-48 Algeciras E-5 AP-4 Sevilla |          | A-4       |       |
|           |         |          |        | CA-32 El Puerto de Santa María             |                                                                                             |          |           |       |
|           |         |          |        | CA-32 Puerto Real CA-35 Cádiz              | CA-37 Jerez de la Frontera Sevilla                                                          |          | CA-32     |       |